# Salim Cissé
Salim Cissé (ur. 24 grudnia 1992 w Konakry) – gwinejski piłkarz występujący na pozycji napastnika w Marsaxlokk.

## Kariera klubowa
Seniorską karierę rozpoczął w zespole z San Marino AC Libertas. W 2011 roku został zawodnikiem włoskiego Atletico Arezzo. W 2012 roku przeniósł się do Portugalii i podpisał trzyletni kontrakt z Académicą Coimbra. W lipcu 2013 roku podpisał pięcioletni kontrakt ze Sportingiem. W styczniu 2014 został wypożyczony do FC Arouca, w styczniu 2015 do Académici Coimbra, a w lutym 2016 do Vitórii Setúbal. Latem 2016 trafił do SC Olhanense, a w 2017 do CSMS Jassy.

## Kariera reprezentacyjna
W reprezentacji Gwinei zadebiutował 24 marca 2013 roku w meczu eliminacji mistrzostw świata z Mozambikiem. Na boisku pojawił się w 90 minucie.
| Mecze i gole w reprezentacji | Mecze i gole w reprezentacji | Mecze i gole w reprezentacji | Mecze i gole w reprezentacji | Mecze i gole w reprezentacji | Mecze i gole w reprezentacji | Mecze i gole w reprezentacji |
| 2013                         | 2013                         | 2013                         | 2013                         | 2013                         | 2013                         | 2013                         |
| ---------------------------- | ---------------------------- | ---------------------------- | ---------------------------- | ---------------------------- | ---------------------------- | ---------------------------- |
| 1.                           | 24.03.2013                   | Maputo, Mozambik             | Mozambik                     | 0:0                          | 0                            | El. MŚ 2014                  |
| 2.                           | 14.08.2013                   | Al-Bulajda, Algieria         | Algieria                     | 2:2                          | 2                            | towarzyski                   |